# ملعب نوما دالي القرمزي

ملعب نوما دالي القرمزي هو ملعب متعدد الاستخدام يقع في نوميا عاصمة كاليدونيا الجديدة . غالبا ما يتم استخدامه لمباريات كرة القدم . يسع الملعب لجلوس 16 ألف متفرج . يعتبر الملعب الرسمي الذي يخوض فيه منتخب كاليدونيا الجديدة مبارياته الدولية .